# Spicks and Specks (EP)
A Spicks and Specks a The Bee Gees utolsó olyan középlemeze, ahol még nem tagja az együttesnek Vince Melouney, a későbbi Bee-Gees sikersorozat egyik meghatározó tagja.

## Közreműködők
- Barry Gibb – ének, gitár
- Robin Gibb – ének
- Maurice Gibb – ének,  gitár, zongora
- John Robinson – basszusgitár
- Russell Barnsley – basszusgitár
- Colin Petersen – dob
- Steve Kipner – vokál
- hangmérnök – Ossie Byrne

## A lemez dalai
- Spicks and Specks  (Barry Gibb) (1966), mono 2:52, ének: Barry Gibb
- Jingle Jangle  (Barry Gibb) (1966), mono 2:10, ének: Robin Gibb
- Tint Of Blue  (Barry Gibb, Robin Gibb) (1966), mono 2:05, ének: Barry Gibb, Robin Gibb
- Where Are You  (Maurice) (1966), mono 2:10, ének: Maurice Gibb